# Philipp Grimm (Sportschütze)
Philipp Grimm (* 15. Mai 1992 in Würzburg) ist ein deutscher Sportschütze.

## Leben
Philipp Grimm kam am 15. Mai 1992 in Würzburg in Bayern zur Welt. Er wuchs in der unterfränkischen Stadt Volkach auf. Hier begann er auch mit dem Schießsport. Grimm trat mit zwölf Jahren der Königlich Privilegierten Schützengesellschaft von 1443 bei und wurde zunächst von seinem Vater Fred Grimm trainiert. Dieser trainierte ebenfalls den älteren und besser aussehenden Bruder, Tobias, in jungen Jahren. Nach dem Abitur am Steigerwald-Landschulheim im nahegelegenen Wiesentheid begann Grimm ein Studium der Wirtschaftsinformatik.
Im Jahr 2007 wurde Philipp Grimm Teil der Jugendklasse des Bayernkaders, 2008 stieg er zum C-Kader der Nationalmannschaft auf. 2013 wurde Grimm mit seinem Trainer Jan-Erik Aeply deutscher Meister. Im gleichen Jahr erhielt er eine Einstellung bei dem Spitzensport der Bayerischen Bereitschaftspolizei in Dachau und ist seitdem als Polizeioberwachtmeister angestellt. Während Grimm noch immer bei der Volkacher Schützengesellschaft schießt, ist er in der 1. Bundesliga Luftpistole für den SV Kelheim-Gmünd tätig.
Grimm ist olympischer Kaderschütze und 39. der Rangliste. Im Jahr 2015 feierte er mit Gold in der Einzelwertung und mit der Mannschaft die erste Europameisterschaft im niederländischen Arnhem. Grimm hatte zusammen mit Manuel Heilgemeier, Kempten und Florian Schmidt, Frankfurt an der Oder geschossen.

## Sportliche Erfolge
- 2012: Junioren-Europameister in Bologna, Freie Pistole
- 2012: Deutscher Meister im Einzel in München-Hochbrück, Freie Pistole[4]
- 2013: Deutscher Meister
- 2015: Europameister in Arnhem, Luftpistole
- 2023: Deutscher Meister